# Пылающая звезда
«Пылающая звезда» (англ. Flaming Star) — художественный фильм 1960 года, снятый в жанре вестерна. Фильм основан на книге американского автора вестернов Клэра Хаффэйкера — «Пылающее копьё» (англ. Flaming Lance) (1958). Рабочее название фильма — Чёрная звезда (англ. Black Star). Режиссёр фильма — Дон Сигел.
Слоган фильма: «Выбирай!… Между твоим белым отцом и твоей матерью-индианкой!» (англ. «CHOOSE!… Between your white father and your Kiowa mother!»)

## Сюжет
Пэйсер Бёртон (Пресли), сын матери из народов Кайовы и отца владельца ранчо в Техасе. Вместе с его единокровным братом, Клинтом (Стив Форрест), вчетвером ведут типичную жизнь на границе Техаса до тех пора пока племя Кайовы не начнёт совершать набеги на соседние фермы.

## В ролях
- Элвис Пресли — Пэйсер Бёртон
- Барбара Иден — Рослин Пирс
- Стив Форрест — Клинт Бёртон
- Долорес дель Рио — Недди Бёртон
- Джон Макинтайр — Сэм «Па» Бёртон
- Л. К. Джонс — Том Ховард
- Ричард Джекел — Энгус Пирс
- Родольфо Акоста — Буффало Хорн
- Карл Свенсон — Дред Пирс
- Форд Рэйни — Док Филлипс
- Вирджиния Кристин — миссис Филлипс (в титрах не указана)

## Даты премьер
Даты приведены в соответствии с данными kinopoisk.ru.
- США — 20 декабря 1960
- Швеция — 10 февраля 1961
- Финляндия — 17 марта 1961
- ФРГ — 17 марта 1961
- Австрия — Апрель 1961
- Дания — 24 июля 1961
- Франция — 20 октября 1961

## Саундтрек
Музыка из кинофильма не была выпущена альбомом, поскольку фильм содержит только две песни. Заглавная песня фильма — «Flaming Star» была выпущена на EP-альбоме — Elvis By Request. Две другие песни: «Britches» и «Summer Kisses, Winter Tears» первоначально должны были войти в саундтрек фильма, но в итоге не прозвучали в нём. «Summer Kisses, Winter Tears» была также выпущена на EP-альбоме Elvis by Request и пять лет спустя вошла в музыкальный сборник певца — Elvis For Everyone! (1965 год). «Britches» и «Cane and a High Starched Collar» (вторая песня вошла в саундтрек фильма). Лишь после смерти Пресли, эти песни вошли в коллекционную серию с записями музыканта — A Legendary Performer, выпущенную под лейблом «RCA Records». Также известна записанная версия песни, носящая имя рабочего названия фильма — «Black Star», которая не выпускалась на дисках до 1990-х годов. По звучанию песня очень похожа на оригинал песни «Flaming Star».

### Список композиций
1. «Flaming Star» (Шерман Эдвардс, Сид Вейн)
2. «A Cane and a High Starched Collar» (Рой С. Беннетт, Сид Теппер)

### Состав
- Элвис Пресли — вокал
- The Jordanaires — бэк-вокалы
- Говард Робертс, Тини Тимбрелл — гитара
- Майер Рубин — бас-гитара
- Берни Мэттисон, Бадди Харман — барабаны
- Джимми Хаскелл — аккордеон
- Дадли Брукс — фортепиано